# تئاتر پرنس ولز
تئاتر پرنس ولز (انگلیسی: Prince of Wales Theatre) یک سالن نمایش در لندن، انگلستان است.
این سالن تئاتر که در خیابان کاونتری قرار دارد در سال ۱۸۸۴ میلادی تأسیس شده و جزئی از تئاتر وست اند محسوب می‌شود. تئاتر پرنس ولز دارای ۱٬۱۶۰ نفر ظرفیت می‌باشد.